# Sint-Rochuskapel (Oosterzele)

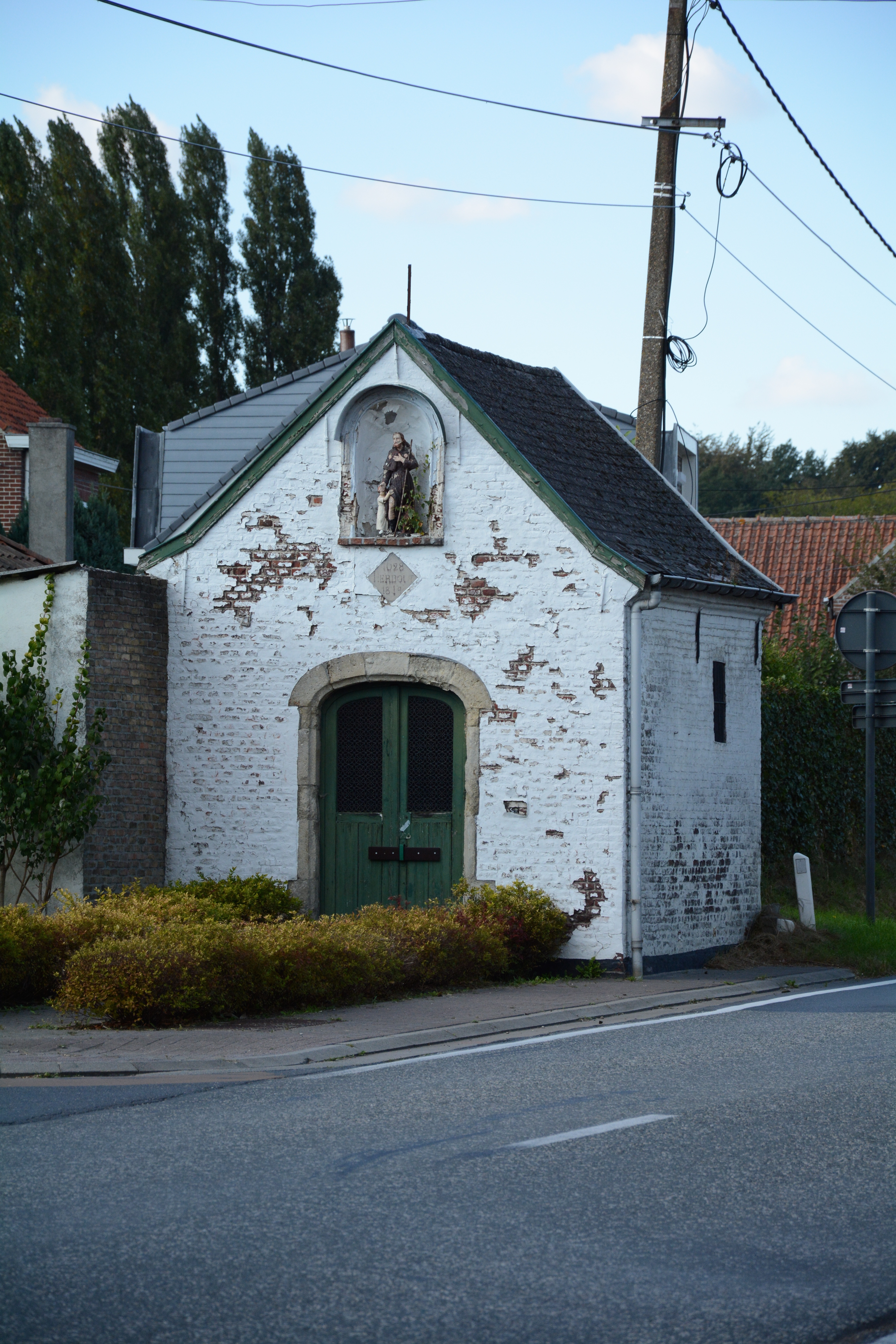
Sint-Rochuskapel

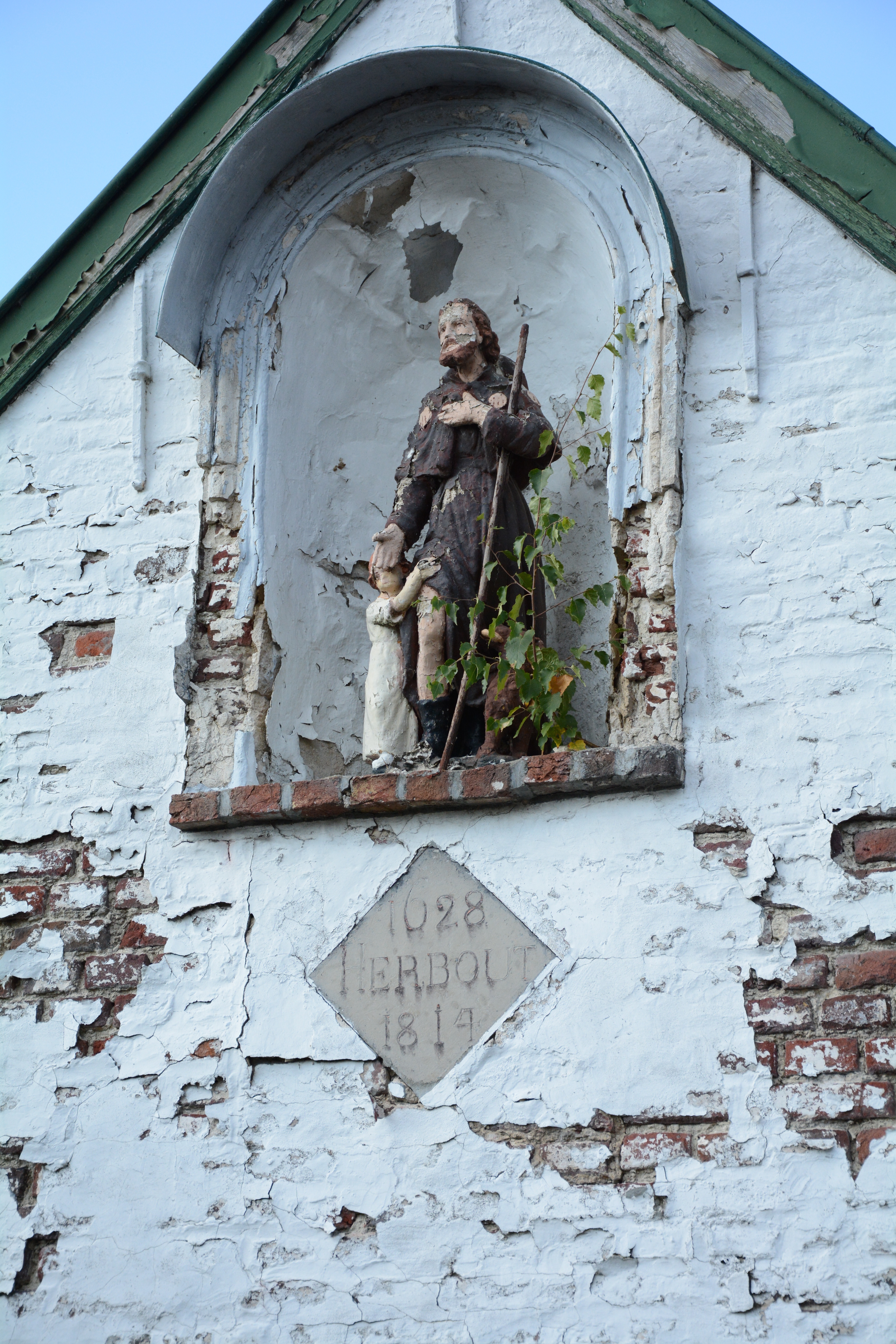
Topgevel

De Sint-Rochuskapel is een kapel in de Oost-Vlaamse plaats Oosterzele, gelegen aan de Geraardsbergse Steenweg.

## Geschiedenis
De devotie tot Sint-Rochus, beschermheilige tegen de pest, gaat terug tot de 16e eeuw. Vermoedelijk was er toen al een kapel op deze plaats, die Kapellenberg werd genoemd.
In 1628 werd een nieuwe kapel gebouwd die ook in 1814 nog werd herbouwd. Herstel vond plaats in 1928 en 1957.

## Gebouw
Het betreft een bakstenen kapel die betreden wordt via een korfboogpoort. Boven de ingang bevindt zich een nis met daarin een gepolychromeerd 19e eeuws Sint-Rochusbeeld.